# Leppiluoto (ö i Norra Karelen, Joensuu, lat 62,52, long 29,44)
Leppiluoto är en ö i Finland. Den ligger i sjön Riihilampi och i kommunen Libelits i den ekonomiska regionen  Joensuu ekonomiska region  och landskapet Norra Karelen, i den sydöstra delen av landet, 300 km nordost om huvudstaden Helsingfors. Öns area är 1,5 hektar och dess största längd är 210 meter i öst-västlig riktning.